# Phyciodes phaon
Espèce
Phyciodes phaon est une espèce d'insectes lépidoptères (papillons) de la famille des Nymphalidae, de la sous-famille des Nymphalinae et du genre Phyciodes, originaire d'Amérique du Nord.